# Kode9

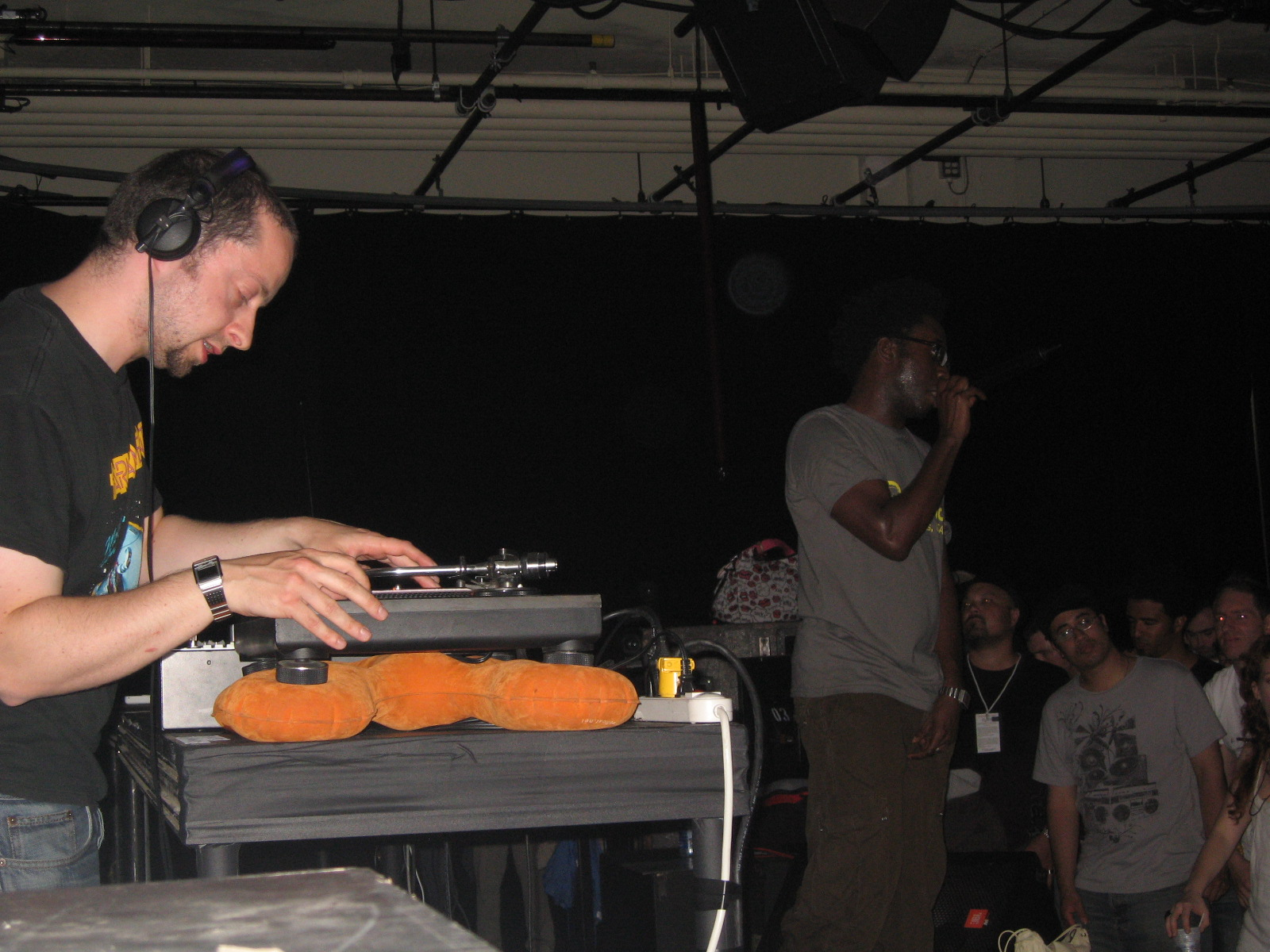
Kode9 live (2007)

Kode9 (* 1974 in Glasgow als Steve Goodman) ist ein schottischer Künstler der elektronischen Musik, DJ und einer der ersten Dubstep-Interpreten. Er ist der Gründer des Labels Hyperdub und gilt zusammen mit Dubstep-Produzenten wie Skream, Benga und Hatcha als einer der Pioniere des Genres.

## Werdegang
Er begann mit den Genres UK Garage, Jungle und Drum and Bass, wie auch viele andere damalige Dubstep-Produzenten. Seine Musik bezieht Einflüsse aus unter anderem Dub und Dancehall ein. 2004 gründete er an seinem Wohnort London sein eigenes Label Hyperdub, auf dem später Künstler wie Burial, Ikonika und King Midas Sound veröffentlichten. 2010 mixte er ein Album aus der Reihe DJ-Kicks für das Label Studio K7.
Goodman besitzt einen Ph.D. in Philosophie der University of Warwick.

## Diskografie
- 2006: Kode9 + The Spaceape – Memories of the Future (Hyperdub)
- 2010: Kode9 – DJ-Kicks (DJ-Mix, Studio !K7)
- 2011: Kode9 + The Spaceape – Black Sun (Hyperdub)

## Schriften
- Steve Goodman: Sonic Warfare: Sound, Affect, and the Ecology of Fear. Mit Press, 2010, ISBN 0-262-01347-9.